# O Corvo - A Cidade dos Anjos
O Corvo - A Cidade dos Anjos (em inglês:  The Crow: City Of Angels) é um filme estadunidense de 1996, dirigido por Tim Pope.
Esta sequência de O Corvo teve orçamento de US$ 13 milhões.

## Enredo
Baseado nas histórias em quadrinhos criadas por James O'Barr, o filme conta a história de Ashe Corven (Vincent Perez) que reencarnou para vingar sua própria morte e de seu filho. Eles foram assassinados cruelmente por uma gangue ligada ao tráfico de drogas liderada pelo sádico e poderoso Judah Earl (Richard Brooks) após serem testemunhas de um assassinato. Ashe retorna exatamente no Dia dos Mortos, quando a Cidade de Los Angeles, mais conhecida como a Cidade dos Anjos, um lugar dominado pela violência e pelas drogas, está cheia de gente celebrando e rezando por seus entes queridos. No filme original, a menina Sarah assiste a vingança do guitarrista de rock Eric Draven e nunca mais consegue esquecer o ocorrido. Agora, Sarah (Mia Kirshner) é uma bela tatuadora que ajuda Ashe a concretizar sua vingança.

## Elenco
- Vincent Perez.....Ashe Corven
- Mia Kirshner.....Sarah
- Richard Brooks.....Judah
- Iggy Pop.....Curve
- Thomas Jane.....Nemo
- Vincent Castellanos.....Spider Monkey
- Thuy Trang.....Kali
- Eric Acosta.....Danny
- Ian Dury.....Noah
- Tracey Ellis.....Sybil
- Beverly Mitchell.....Grace

## Trilha sonora
- "Gold Dust Woman" - Hole
- "I'm Your Boogie Man" - White Zombie
- "Jurassitol" - Filter
- "Naked Cousin" - PJ Harvey
- "In a Lonely Place" - Bush
- "Tonite Is a Special Nite" - Tricky vs. Gravediggaz
- "Shelf Life" - Seven Mary Three
- "Knock Me Out" - Linda Perry ft. Grace Slick
- "Paper Dress" - Toadies
- "Spit" - NY Loose
- "Sean Olson" - Korn
- "Teething" - Deftones
- "I Wanna Be Your Dog" - Iggy Pop
- "Lil' Boots" - Pet
- "City of Angels" - Above The Law ft. Frost

## Sequências
- O Corvo: A Salvação (The Crow: Salvation), de 2000.
- O Corvo: Vingança Maldita (The Crow: Wicked Prayer), de 2005.